# Amabhuku
Amabhuku: Illustrations d'Afrique/Illustrations from Africa è stata un'esposizione di illustratori di libri per l'infanzia dell'Africa subsahariana, tenutasi in occasione della Fiera Internazionale del Libro per l'Infanzia di Bologna del 1999 (8-11 aprile). La parola amabhuku significa "libro" in lingua swahili.
L'esposizione è stata organizzata dalla ONG francese La Joie par les livres. Complessivamente, vi erano esposte opere di 130 artisti provenienti da 27 paesi. I 34 illustratori premiati dalla giuria provenivano principalmente da Sudafrica e Camerun.

## Artisti partecipanti all'esposizione

### Scrittori
Francis Bebey, Charles Mungoshi, Véronique Tadjo

### Illustratori
Moussa Adji, Svetlana Amegankpoe, Fatinia Aaron, Meshack Asare, Kamto Boudjeka, Philippa-Alys Browne, Henry Coomber, Jude Daly, Niki Daly, Abel Thuso Dhliwayo, Baba Wagé Diakité, Karim Diallo, Zoulkifouli Gbadamassi, Piet Grobler, Jo Harvey, Ali Ahmed Hassaan, Jérôme Kimaro, Jean-Claude Kimona, Christian Kingué Epanya, Alain Lakoussan, Bawe Ernest Mbanji, Banza Moma, Fiona Moodie, Hassan Musa, Dominique Mwankumi, Vincent Nomo, Edmund Opare, Godfrey Semwaiko, Elizabeth Pulles, Véronique Tadjo, Marjorie Hope Van Heerden, Annelise Voigt-Peters, William Wilson, Ken Wilson-Max, Seydou Yaro, Aly Zoromé

### Giuria
Ousmane Sow Huchard, Elibariki Moshi, Quentin Blake, Abdoulaye Konaté, Marie Wabbes, Geneviève Patte

### Catalogo
- Il catalogo Amabhuku: Illustrations d'Afrique/Illustrations from Africa, in due lingue (inglese e francese) è stato pubblicato da La Joie par les Livres, Clamart, Francia 1999. ISBN 2-9513753-0-1